# Hängningarna i Bagdad år 1969
Hängningarna i Bagdad år 1969 ägde rum den 27 januari 1969 då 14 irakier, de flesta av judisk börd, avrättades offentligen i Bagdad. De avrättade personerna hade dömts för spioneri och rättegångarna, som ägde rum samma dag som avrättningen utfördes, var mycket kortfattade, utan att några bevis lades fram. Omkring 500 000 människor närvarade vid avrättningen och flera dansade och firade framför liken.
Händelsen medförde att den judiska utvandringen från Irak till Israel ökade.

## Reaktioner
USA:s utrikesminister William P. Rogers fördömde hängningarna och kallade dem "motbjudande för världens samvete". Den egyptiska tidningen Al-Ahram skrev: "Att hänga 14 personer på torget är verkligen ingen välkomnande syn, och det är heller inget bra tillfälle för spektakel." 
Sovjetunionens officiella radio kallade avrättningarna "fullkomligt berättigade", medan Frankrikes president Charles de Gaulle sade att de inte kunde skiljas från den bredare arab-israeliska konflikten. Bagdad Radio skrev: "Vi hängde spioner, men judarna korsfäste Kristus."
Förföljelsen av Iraks judar fortsatte efter rättegångarna. Vid tiden för avrättningarna hade 51 judar dödats av regimen bara under år 1969. Ytterligare 100 judar fängslades eller torterades. I början av 1970-talet lämnade nästan hela Iraks judiska befolkning efter att Irak öppnat gränserna för landets judar. Endast ett litet antal stannade kvar, till stor del de som var för gamla för att resa.